# Dactylaena micrantha
Dactylaena micrantha är en paradisblomsterväxtart som beskrevs av Heinrich Adolph Schrader och Julius Hermann Schultes. Dactylaena micrantha ingår i släktet Dactylaena, och familjen paradisblomsterväxter. Inga underarter finns listade i Catalogue of Life.